# 1979年の広島東洋カープ
1979年の広島東洋カープ（1979ねんのひろしまとうようカープ）では、1979年の広島東洋カープにおける動向をまとめる。
このシーズンの広島東洋カープは、古葉竹識監督の5年目のシーズンである。

## 概要
出典
投手陣は北別府学（17勝11敗、防御率3.58）、池谷公二郎（12勝8敗、防御率4.88）、山根和夫（8勝4敗、防御率2.91）、福士明夫（7勝9敗1セーブ、防御率3.57）の4人が先発ローテーションを守って規定投球回に到達した。抑えは移籍2年目の江夏豊が55試合登板、9勝5敗22セーブと大車輪の活躍で最優秀選手に選ばれた。打線は1番に俊足の高橋慶彦、中軸に山本浩二、衣笠祥雄、水谷実雄、エイドリアン・ギャレット、ジム・ライトルと長打力ある選手が揃っており、前評判は高かったが4月7日の開幕戦（阪神戦）からいきなり4連敗、その後もなかなか波に乗れず、5月28日の中日戦で極度の不振で打率2割の衣笠を古葉は監督になって初めてスタメンから外し（5月に入るとオーナーの「こんなに打てないのに、どうして使うんだ。」と古葉の耳にも入ってきた）、前半戦を首位の中日に3.5ゲーム差の4位、後半戦は古葉曰く思い描く試合ができるようになり、8月17日の大洋戦に勝って初めて首位に立つと、そのままトップで、10月6日に4年ぶり2度目のリーグ優勝、11月4日に球団初の日本一に輝いた。この年の日本シリーズ（対近鉄）第7戦の9回裏の攻防は山際淳司のノンフィクション小説「江夏の21球」として知られている。3割打者は6月6日から7月31日まで33試合連続安打のプロ野球記録を作った高橋の.304だけでチーム打率はリーグ5位の.257だったが、盗塁数は断トツトップの143で得点もリーグトップの601を記録した。投手陣は好調で、チーム防御率3.74、523失点とリーグトップの成績を収めた。

## チーム成績

### レギュラーシーズン
| 1 | 遊 | 高橋慶彦   |
| 2 | 二 | 木下富雄   |
| 3 | 右 | ライトル   |
| 4 | 中 | 山本浩二   |
| 5 | 一 | 水谷実雄   |
| 6 | 左 | ギャレット |
| 7 | 三 | 衣笠祥雄   |
| 8 | 捕 | 水沼四郎   |
| 9 | 投 | 福士明夫   |

| 順位 | 4月終了時 | 4月終了時 | 5月終了時 | 5月終了時 | 6月終了時 | 6月終了時 | 7月終了時 | 7月終了時 | 8月終了時 | 8月終了時 | 9月終了時 | 9月終了時 | 最終成績 | 最終成績 |
| ---- | --------- | --------- | --------- | --------- | --------- | --------- | --------- | --------- | --------- | --------- | --------- | --------- | -------- | -------- |
| 1位  | 巨人      | --        | 巨人      | --        | 巨人      | --        | 中日      | --        | 広島      | --        | 広島      | --        | 広島     | --       |
| 2位  | 大洋      | 0.5       | 中日      | 3.0       | 中日      | 0.5       | 広島      | 2.5       | 阪神      | 4.5       | 阪神      | 10.0      | 大洋     | 6.0      |
| 3位  | 阪神      | 1.0       | 大洋      | 3.0       | 大洋      | 1.0       | 大洋      | 3.5       | 中日      | 4.5       | 大洋      | 10.5      | 中日     | 7.5      |
| 4位  | 中日      | 1.5       | 広島      | 4.5       | 広島      | 2.0       | 阪神      | 3.5       | 巨人      | 5.0       | 巨人      | 12.0      | 阪神     | 8.0      |
| 5位  | 広島      | 3.5       | ヤクルト  | 4.5       | 阪神      | 4.0       | 巨人      | 3.5       | 大洋      | 5.5       | 中日      | 12.5      | 巨人     | 10.5     |
| 6位  | ヤクルト  | 5.5       | 阪神      | 6.0       | ヤクルト  | 7.5       | ヤクルト  | 11.0      | ヤクルト  | 13.5      | ヤクルト  | 18.0      | ヤクルト | 19.0     |

| 順位 | 球団               | 勝 | 敗 | 分 | 勝率 | 差   |
| 1位  | 広島東洋カープ     | 67 | 50 | 13 | .573 | 優勝 |
| 2位  | 横浜大洋ホエールズ | 59 | 54 | 17 | .522 | 6.0  |
| 3位  | 中日ドラゴンズ     | 59 | 57 | 14 | .509 | 7.5  |
| 4位  | 阪神タイガース     | 61 | 60 | 9  | .504 | 8.0  |
| 5位  | 読売ジャイアンツ   | 58 | 62 | 10 | .483 | 10.5 |
| 6位  | ヤクルトスワローズ | 48 | 69 | 13 | .410 | 19.0 |

### 日本シリーズ
| 日付                           | 試合   | ビジター球団（先攻） | スコア | ホーム球団（後攻） | 開催球場     |
| ------------------------------ | ------ | -------------------- | ------ | ------------------ | ------------ |
| 10月27日（土）                 | 第1戦  | 広島東洋カープ       | 2 - 5  | 近鉄バファローズ   | 大阪球場     |
| 10月28日（日）                 | 第2戦  | 広島東洋カープ       | 0 - 4  | 近鉄バファローズ   | 大阪球場     |
| 10月29日（月）                 | 移動日 | 移動日               | 移動日 | 移動日             | 移動日       |
| 10月30日（火）                 | 第3戦  | 近鉄バファローズ     | 2 - 3  | 広島東洋カープ     | 広島市民球場 |
| 10月31日（水）                 | 第4戦  | 近鉄バファローズ     | 3 - 5  | 広島東洋カープ     | 広島市民球場 |
| 11月1日（木）                  | 第5戦  | 近鉄バファローズ     | 0 - 1  | 広島東洋カープ     | 広島市民球場 |
| 11月2日（金）                  | 移動日 | 移動日               | 移動日 | 移動日             | 移動日       |
| 11月3日（土）                  | 第6戦  | 広島東洋カープ       | 2 - 6  | 近鉄バファローズ   | 大阪球場     |
| 11月4日（日）                  | 第7戦  | 広島東洋カープ       | 4 - 3  | 近鉄バファローズ   | 大阪球場     |
| 優勝：広島東洋カープ（初優勝） |        |                      |        |                    |              |

## オールスターゲーム1979
| ポジション | 名前      | 選出回数 |
| ---------- | --------- | -------- |
| コーチ     | 古葉竹識  |          |
| 投手       | 江夏豊    | 12       |
| 投手       | 北別府学▲ | 初       |
| 内野手     | 三村敏之  | 4        |
| 内野手     | 高橋慶彦  | 初       |
| 外野手     | 山本浩二  | 7        |

- 太字はファン投票で選ばれた選手。▲は出場辞退選手発生による補充選手。

## できごと

### 7月
- 7月31日 - 高橋慶彦が対巨人戦（広島）の1回に新浦寿夫から安打を打ち、日本プロ野球新記録の33試合連続安打。しかし直後の2回の守備で走者と交錯し負傷退場。翌日から欠場し、復帰した8月8日の対阪神戦は無安打で記録はストップ[2]

### 8月
- 8月1日 - 対巨人戦（広島）で巨人投手の3連続死球で3人目の衣笠祥雄が左肩甲骨骨折、全治２週間の重傷を負ってしまい連続出場記録が終わったと思われたが翌2日の試合で7回代打で打席に入る。

### 10月
- 10月6日 - 広島が対阪神戦（広島）に勝利し、4年ぶりのリーグ優勝を、初めて本拠地で達成した[3]。

### 11月
- 11月4日 - 大阪球場で行われた近鉄との日本シリーズ第7戦で9回裏無死満塁を守り切り4対3で勝利（江夏の21球）、初の日本一となる[3][4]。

## 選手・スタッフ
| - 背番号変更 | 登録名変更 - 松原明夫→福士明夫 |

## 表彰選手
| リーグ・リーダー | リーグ・リーダー | リーグ・リーダー | リーグ・リーダー |
| 選手名           | タイトル         | 成績             | 回数             |
| ---------------- | ---------------- | ---------------- | ---------------- |
| 江夏豊           | 最優秀選手       |                  | 初受賞           |
| 江夏豊           | 最優秀救援投手   | 31SP             | 2年ぶり2度目     |
| 山本浩二         | 打点王           | 113打点          | 初受賞           |
| 山本浩二         | 最多出塁数       | 220個            | 初受賞           |
| 高橋慶彦         | 盗塁王           | 55個             | 初受賞           |
| その他           |                  |                  |                  |
| 選手名           | タイトル         | タイトル         | タイトル         |
| 三村敏之         | カムバック賞     | カムバック賞     | カムバック賞     |

| ベストナイン         | ベストナイン | ベストナイン |
| 選手名               | ポジション   | 回数         |
| -------------------- | ------------ | ------------ |
| 高橋慶彦             | 遊撃手       | 2年連続2度目 |
| 山本浩二             | 外野手       | 3年連続4度目 |
| ダイヤモンドクラブ賞 |              |              |
| 選手名               | ポジション   | 回数         |
| 山本浩二             | 外野手       | 8年連続8度目 |
| ライトル             | 外野手       | 2年連続2度目 |

## ドラフト
| 順位 | 選手名   | ポジション | 所属           | 結果 |
| ---- | -------- | ---------- | -------------- | ---- |
| 1位  | 片岡光宏 | 投手       | 府中東高       | 入団 |
| 2位  | 永田利則 | 内野手     | 県立広島商業高 | 入団 |
| 3位  | 滝口光則 | 投手       | 山形南高       | 入団 |
| 4位  | 山中潔   | 捕手       | PL学園高       | 入団 |